# Zé Vitor
José Vitor de Resende Aguiar (Araguari, 1 de novembro de 1984), mais conhecido como Zé Vitor, é um engenheiro e político brasileiro filiado ao Partido Liberal (PL).
Nas eleições de 2018, foi candidato a deputado federal Sendo eleito com 32.833 votos Pelo PMN. Em 2022, foi reeleito deputado federal, desta vez pelo PL.